# Narcine
Narcine ist eine Knorpelfischgattung aus der Ordnung der Zitterrochenartigen (Torpediniformes).

## Merkmale
Narcine-Arten sind kleine Rochen die eine Gesamtlänge zwischen 30 und 65 cm erreichen. Die größte Art, Narcine entemedor, wird maximal 120 cm lang. Auf der Rückenseite sind meist einfarbig hell, braun, purpurbraun oder rötlich gefärbt. Manche Arten zeigen ein Muster heller Flecken, Augenflecken, Bänder oder Punkte. Die Punkte können auch dunkel sein. Die Bauchseite der Tiere ist für gewöhnlich weißlich oder cremefarben. Die Ränder der Körperscheibe ist bei größeren Exemplaren gelegentlich dunkel. Die Körperscheibe der Narcine-Arten ist oval und länger als breit. Der Vorderrand der Körperscheibe ist abgerundet oder bildet einen weiten Winkel. Die Haut ist glatt und weich ohne Dentikeln oder Dornen. Ihre Augen sind gut entwickelt und genau so groß wie die direkt hinter ihnen liegenden runden Spritzlöchern oder größer. Die Nasenöffnungen sind klein und rund. Das Maul ist vorstülpbar (protraktil) und breiter als der Abstand zwischen den Nasenöffnungen. Im Oberkiefer haben die Fische 8 bis 27, im Unterkiefer 5 bis 30 Zähne mit flachen Kronen. Die Zähne sind in einem quincunxartigen Muster angeordnet. Die fünf Kiemenspalten auf jeder Körperseite sind kurz und liegen gerade hintereinander. Die elektrischen Organe beginnen vor den Augen und erstrecken sich bis zum Hinterrand der Körperscheibe. Der Ansatz der Bauchflossen liegt unterhalb der Körperscheibe. Der Schwanz ist an der Basis breit und verjüngt sich zur Schwanzflosse hin. Er ist länger als die Körperscheibe. Beide Rückenflossen haben eine ähnliche Form und Größe. Die erste steht kurz hinter dem hinteren Ende der Bauchflossen. Der Abstand zwischen den beiden Rückenflossen und der Abstand zwischen zweiter Rückenflosse und Schwanzflosse sind etwa gleich groß. Die Schwanzflosse ist fächerförmig und abgerundet. Narcine-Arten haben 100 bis 125 Wirbel.

## Arten
- Narcine atzi Carvalho & Randall, 2003.

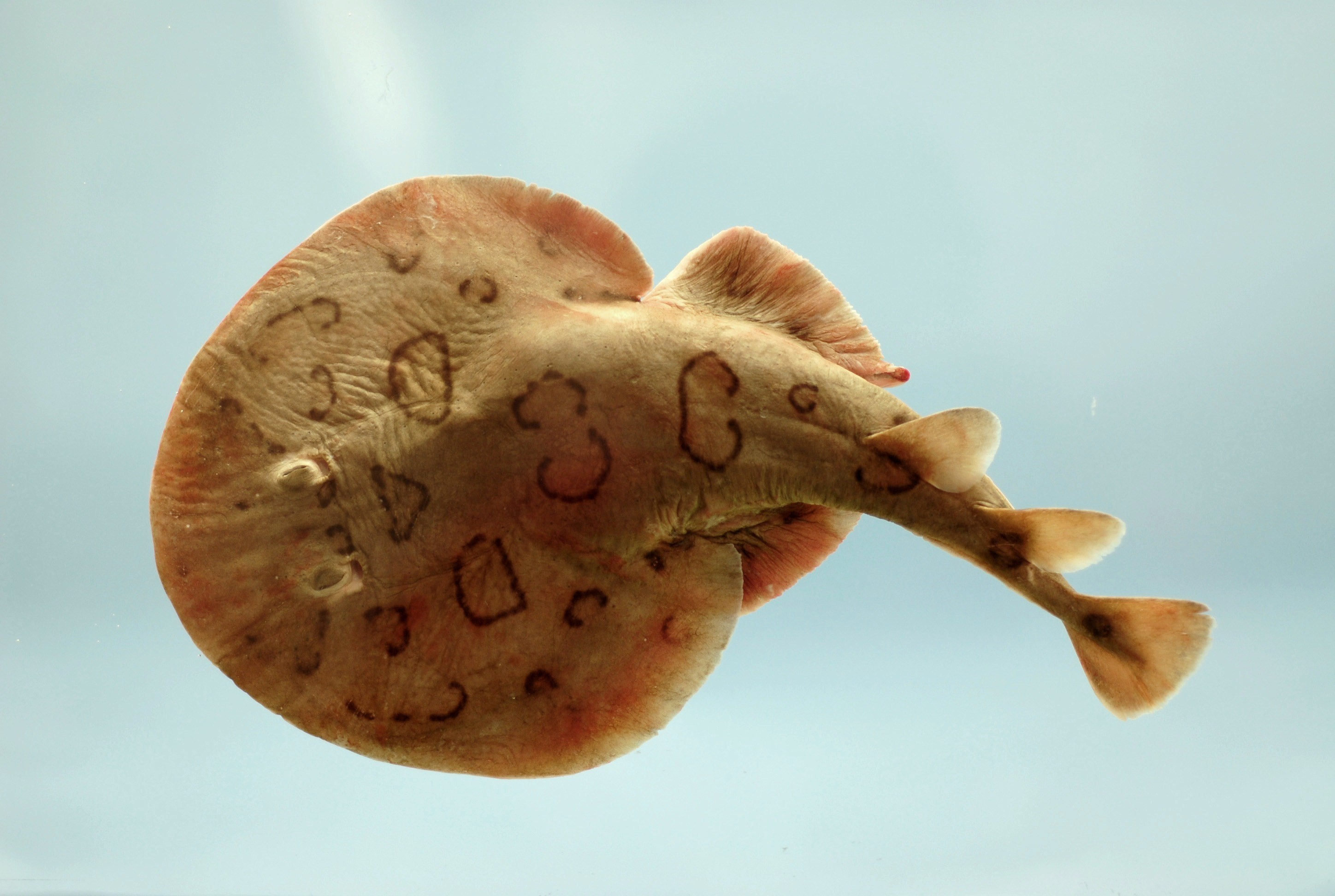
Narcine bancroftii

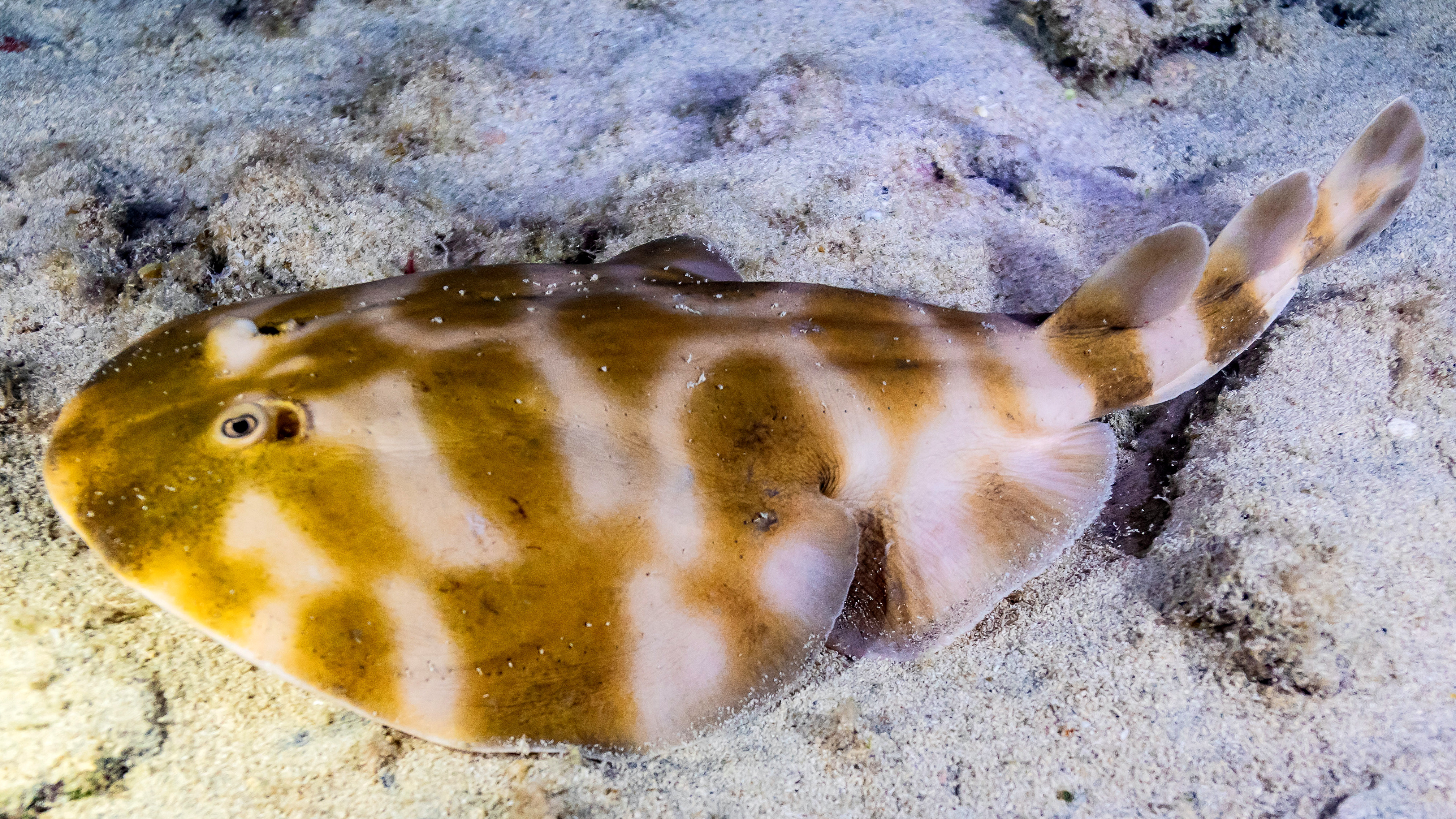
Narcine brasiliensis

- Narcine baliensis Carvalho & White, 2016.
- Narcine bancroftii (Griffith & Smith, 1834).
- Narcine brasiliensis (Olfers, 1831). (Typusart)
- Narcine brevilabiata Bessednov, 1966.
- Narcine brunnea Annandale, 1909.
- Narcine entemedor Jordan & Starks, 1895.
- Narcine indica Henle, 1834.
- Narcine insolita Carvalho, Séret & Compagno, 2002.
- Narcine leoparda Carvalho, 2001.
- Narcine lingula Richardson, 1846.
- Narcine maculata (Shaw, 1804).
- Narcine oculifera Carvalho, Compagno & Mee, 2002.
- Narcine prodorsalis Bessednov, 1966.
- Narcine rierai (Lloris & Rucabado, 1991).
- Narcine timlei (Bloch & Schneider, 1801).
- Narcine vermiculatus Breder, 1928.

Die ehemals zu Narcine gehörenden australischen Arten wurden abgetrennt und bilden jetzt die Gattung Narcinops.

## Belege
1. ↑  David A. Ebert: Deep-sea Cartilaginous Fishes of the Indian Ocean. Volume 2 Batoids and Chimaeras. FAO Species Catalogue for Fishery Purposes No. 8, Vol. 2, ISSN 1020-8682. Seite 27.
2. ↑  Last, P.R., White, W.T., Carvalho, M.R., Séret, B., Stehmann, M. & Naylor, G.J.P. Rays of the World. CSIRO Publishing: Melbourne. ISBN 9780643109131